# لومونوسوو (باشقیرستان)
لومونوسوو (انگلیسی: Lomonosovo, Republic of Bashkortostan) یک شهرک در شهرستان چیشمینسکی در استان باشقیرستان کشور روسیه است.